# Le Barp
Le Barp är en kommun i departementet Gironde i regionen Nouvelle-Aquitaine i sydvästra Frankrike. Kommunen ligger i kantonen Belin-Béliet som tillhör arrondissementet Arcachon. År 2022 hade Le Barp 5 713 invånare.

## Befolkningsutveckling
Antalet invånare i kommunen Le Barp
Referens:INSEE